# Salza
Salza är en kommun i departementet Aude i regionen Occitanien  i södra Frankrike. Kommunen ligger i kantonen Mouthoumet som tillhör arrondissementet Carcassonne. År 2022 hade Salza 28 invånare.

## Befolkningsutveckling
Antalet invånare i kommunen Salza
| Referens: INSEE |